# Космос-146
Космос-146 ( рос. Космос-146, також відомий як Л-1 № 2П, був радянським випробувальним космічним кораблем, прототипом місячного корабля "Союз 7К-Л1 П", попередником серії «Зонд», запущеним з космодрому Байконур на борту ракети «Протон-К».
Конструкція запущеного апарата була спрощеною, оскільки основною метою місії було випробування ДМ-SLБ - четвертого ступеня ракети-носія УР-500 (Протон). Корабель був виведений на розрахункову орбіту, а потім на траєкторію польоту до Місяця. Двигун ДМ-SLБ включався двічі під час польоту. Подальше управління польотом та повернення корабля не планувалося. Це був четвертий успішний запуск ракети «Протон» з п'яти на той момент.
Космічний корабель був розроблений для запуску екіпажу із Землі для здійснення обльоту Місяця та повернення на Землю. Основним фокусом був радянський політ з обльотом місяця, який допоміг задокументувати Місяць, а також продемонстрував радянську силу. Випробування проходили за програмою Зонд з 1967 по 1970 роки, яка призвела до численних збоїв у системах повторного входу 7K-Л1. Решта 7K-Л1 були списані, зрештою замінені на Союз 7К-ЛОК.

## Цілі
Космос-146 був радянським випробувальним попередником серії Зонд, запущеним з космодрому Байконур на борту ракети Протон-К. Він був запущений на заплановану високоеліптичну навколоземну орбіту. Ступінь ДМ-SLБ працювала правильно, виводячи космічний корабель на трансмісячну траєкторію. Вона не була спрямована на Місяць, і збереження космічного корабля не було заплановано або випробувано. Це була успішна місія, яка створила помилкову впевненість перед низкою наступних невдач.
Космос-146 був запущений за допомогою ракети-носія Протон-К, яка вилетіла з майданчика 81/23 на Байконурі. Запуск успішно відбувся о 11:30:33 GMT 10 березня 1967 року. Космос-146 експлуатувався на навколоземній орбіті, мав перигей 177 км, апогей 296 км, нахил 51,5° і орбітальний період 89,2 хвилини. Розпад орбіти Космос-146  стався 18 березня 1967 року.

### Альтернативні цілі місії
Існують альтернативні думки щодо цілей та успішності місій «Космос-146» та «Космос-154». Більшість джерел повідомляє, що Космос-146 набрав другу космічну швидкість. Метою Космосу-146 не міг бути вихід на траєкторію до Місяця, оскільки час та місце старту не дозволяли вивести його на таку траєкторію.
Двигуни ДМ-SLБ були запущені не відразу, а через приблизно 8 витків, що незвичайно. Можливо Космос-146 відпрацьовував затримку запуску ДМ-SLБ для імітації прибуття екіпажу на кораблі «Союз».

## Місячна гонка
До моменту запуску космічного корабля Сполучені Штати вже встигли вивести на орбіту свій прототип місячного корабля (AS-201, AS-202, AS-203). Сполучені Штати могли продовжувати запускати пілотовані прототипи місячних кораблів до того, як СРСР вивів на орбіту перший безпілотний прототип, але за два місяці до запуску Космосу-146 під час пожежі в командному модулі загинув екіпаж Аполлона-1.